# Solent Thrashers 2015
Questa voce raccoglie le informazioni riguardanti i Solent Thrashers nelle competizioni ufficiali della stagione 2015.

## BAFA NL Division One 2015

### Stagione regolare
| 19 aprile 2015 3ª giornata | Solent Thrashers | 30 – 38 | Farnham Knights |  |

| 26 aprile 2015 4ª giornata | Solent Thrashers | 42 – 6 | Colchester Gladiators |  |

| 10 maggio 2015 6ª giornata | East Kent Mavericks | 0 – 54 | Solent Thrashers |  |

| 17 maggio 2015 7ª giornata | Solent Thrashers | 51 – 8 | Cambridgeshire Cats |  |

| 31 maggio 2015 9ª giornata | Hertfordshire Cheetahs | 0 – 23 | Solent Thrashers |  |

| 14 giugno 2015 11ª giornata | Birmingham Bulls | 7 – 10 | Solent Thrashers |  |

| 28 giugno 2015 13ª giornata | Solent Thrashers | 17 – 14 | Ouse Valley Eagles |  |

| 5 luglio 2015 14ª giornata | Colchester Gladiators | 29 – 24 | Solent Thrashers |  |

| 19 luglio 2015 15ª giornata | Solent Thrashers | 33 – 33 | Farnham Knights |  |

| 2 agosto 2015 17ª giornata | Solent Thrashers | 51 – 0 | East Kent Mavericks |  |

### Playoff
| 23 agosto 2015 Semifinale | Solent Thrashers | 18 – 12 (d.t.s.) | Ouse Valley Eagles |  |

| 13 settembre 2015 Finale Southern Conference | Farnham Knights | 38 – 27 | Solent Thrashers |  |

## Statistiche di squadra
| Competizione      | %Vittorie | In casa | In casa | In casa | In casa | In casa | In casa | In trasferta | In trasferta | In trasferta | In trasferta | In trasferta | In trasferta | Totale | Totale | Totale | Totale | Totale | Totale |
| Competizione      | %Vittorie | G       | V       | N       | P       | Pf      | Ps      | G            | V            | N            | P            | Pf           | Ps           | G      | V      | N      | P      | Pf     | Ps     |
| ----------------- | --------- | ------- | ------- | ------- | ------- | ------- | ------- | ------------ | ------------ | ------------ | ------------ | ------------ | ------------ | ------ | ------ | ------ | ------ | ------ | ------ |
| Stagione regolare | .750      | 6       | 4       | 1       | 1       | 224     | 99      | 4            | 3            | 0            | 1            | 111          | 36           | 10     | 7      | 1      | 2      | 335    | 135    |
| Playoff           | .500      | 1       | 1       | 0       | 0       | 18      | 12      | 1            | 0            | 0            | 1            | 27           | 38           | 2      | 1      | 0      | 1      | 45     | 50     |
| Totale            | .708      | 7       | 5       | 1       | 1       | 242     | 111     | 5            | 3            | 0            | 2            | 138          | 74           | 12     | 8      | 1      | 3      | 380    | 185    |